# Esencial (álbum de Inti-Illimani)
Esencial es el cuarto álbum oficial y primero en estudio de la banda chilena Inti-Illimani Histórico, publicado originalmente en 2006 por el sello chileno Macondo.

## Lista de canciones
| Esencial |                                     |                                 |          |  |
| N.º      | Título                              | Escritor(es)                    | Duración |  |
| 1.       | «Arroz con concolón»                | Juan Criado                     | 4:25     |  |
| 2.       | «Danza verde»                       | Patricio Manns, Horacio Salinas | 3:10     |  |
| 3.       | «Danza mediterránea» (Instrumental) | Horacio Salinas                 | 5:04     |  |
| 4.       | «El lazo»                           | Víctor Jara                     | 5:14     |  |
| 5.       | «Montilla»                          | popular venezolana              | 4:43     |  |
| 6.       | «Llanto de luna»                    | Julio Gutiérrez                 | 3:43     |  |
| 7.       | «Tacacoma» (Instrumental)           | popular peruana                 | 4:43     |  |
| 8.       | «Tan sólo amando el hombre camina»  | Patricio Manns, Horacio Salinas | 3:24     |  |
| 9.       | «Corocora con tucán» (Instrumental) | Jorge Ball                      | 4:55     |  |
| 10.      | «Cantantes invisibles»              | José Seves                      | 4:28     |  |
| 11.      | «Canzone del pescatore»             | Roberto de Simone               | 4:11     |  |
| 12.      | «Doña Flor» (Instrumental)          | Horacio Salinas                 | 4:21     |  |
| 52:22    |                                     |                                 |          |  |

## Créditos
Inti-Illimani Histórico
- Jorge Ball: voz, cuatro, flauta traversa, quena, rayador y pezuña
- Danilo Donoso: batería, cajón peruano, bongó, maracas, percusión
- Horacio Durán: voz, charango, tiple, claves, cencerro, maracas
- Fernando Julio: contrabajo
- Camilo Salinas: piano, armonio, acordeón, coros
- Horacio Salinas: voz, guitarra, tiple, dirección
- José Seves: voz, guitarra, tiple, quena